# Krakowski
Krakowski là một huyện thuộc tỉnh Małopolskie của Ba Lan. Huyện có diện tích 1231 km². Đến ngày 1 tháng 1 năm 2011, dân số của huyện là 256260 người và mật độ 208 người/km².